# Saint-Forgeux-Lespinasse
Saint-Forgeux-Lespinasse település Franciaországban, Loire megyében. Lakosainak száma 594 fő (2022. január 1.). Saint-Forgeux-Lespinasse Vivans, Ambierle, Changy, Noailly és Saint-Germain-Lespinasse községekkel határos.

## Népesség
A település népessége az elmúlt években az alábbi módon változott:
| Lakosok száma | 437  | 404  | 416  | 477  | 586  | 632  | 646  | 621  | 606  | 594  |
|               | 1968 | 1982 | 1990 | 2006 | 2013 | 2015 | 2017 | 2019 | 2020 | 2022 |